# Inulanthera
Inulanthera é um género botânico pertencente à família Asteraceae.